# Ilondé
Ilondé, amtlich auch Intchude de Baixo Ilonde, ist ein Dorf (Tabanca) im Westen Guinea-Bissaus. Der Ort liegt im Verwaltungssektor von Quinhamel und hat 469 Einwohner (Stand 2009).

## Geschichte
Der Ort erlitt im Bürgerkrieg 1998 einige Zerstörungen. Dabei wurde auch die örtliche Schule zerstört.
Ab 2004 entstand hier die Schule Escola da Boa Esperança, die inzwischen zu einem Schulkomplex mit Grundschule (Klassen 1 bis 6) und weiterführender Schule (Klasse 7 bis 9) geworden ist. Die Schule entstand als Ergebnis des Projektes „Eine Schule für Bissau“, eine Initiative der Freundschaftsgesellschaft Deutsch-Guineische Gesellschaft e.V. aus Köln rund um den guinea-bissuaischen Musiker und Sportler Carlos Robalo, der aus Ilondé stammt und auch das Grundstück für die Schule stiftete. Inzwischen besuchen die ersten Absolventen der Schule bereits die Universität. Das Projekt fördert die Schule weiter. So verfügt die Schule inzwischen auch über eine Schulküche und Mensa, und mit ihrer Trinkwasserversorgung versorgt die Schule bereits auch Einwohner des Ortes mit sauberem Wasser.